# Lamprotatus novickyi
Lamprotatus novickyi är en stekelart som först beskrevs av Vittorio Luigi Delucchi 1953.  Lamprotatus novickyi ingår i släktet Lamprotatus och familjen puppglanssteklar. Arten är reproducerande i Sverige. Inga underarter finns listade i Catalogue of Life.